# 安德烈·雷森德斯
安德烈·雷森德斯（1970年—）是一位美国历史学家，加利福尼亞大學戴維斯分校教授，专攻墨西哥历史，主要作品有《如此陌生的土地》（A Land So Strange: The Epic Journey of Cabeza de Vaca）、《另一种奴隶制》（The Other Slavery: The Uncovered Story of Indian Slavery in Americ，2017年获班克洛夫特獎）等。